# سد مروي
خزان مِرْوِي : هو سد كهرومائي سوداني يقع على مجرى نهر النيل في الولاية الشمالية بالسودان عند جزيرة مروي التي أطلق عليه اسمها، على بعد 350 كيلومتر من الخرطوم و 600 كيلومتر من ميناء بورتسودان.
اكتمل بنائه في 3 مارس 2009، ويبلغ إجمالي طوله 9.2 كيلومتر فيما يصل ارتفاعه إلى 67 متر، وقد صاحب عملية بنائه عدد من المشاريع التحضيرية، مثل إنشاء عدد من الطرق والجسور وخط للسكة الحديد ومدينة سكنية لإقامة فريق العمل الذي تألّف من 5,000 عامل نصفهم من السودانيين والنصف الآخر من الصينيين.

## أهداف السد
الأغراض الأساسية لبناء السد هي :
- توليد الطاقة الكهربائية حيث ينتج السد طاقة بقوة 1,250 ميغاواط
- ري حوالي 300,000 هكتار من المشاريع الزراعية في الولاية الشمالية .
- حماية أراضي الولاية الشمالية من خطر فيضان النيل.
- إنشاء مشاريع صناعية ومشاريع تعدين وصناعة سمكية تعتمد على بحيرة تخزين المياه البالغ طولها 176 كيلومتر.
- تحسين مستوى المعيشة للسكان المحليين بمنطقة السد.
- تحسين الملاحة النهرية بالمنطقة.

## التخطيط
يرجع تاريخ التخطيط لبناء سد مروي إلى أربعينيات من القرن الماضي وقد وضعت أول دراسة متكاملة له عام 1993 من قبل شركة مونينكو الكندية وفي عام 1999 أصدر الرئيس السوداني عمر البشير قرارا بتأسيس وحدة لتنفيذ السد بهدف سد العجز الحالي في الكهرباء بالبلاد ومقابلة الطلب المستقبلي عليها واستغلال مياه النيل لتوليد الطاقة الكهربائية.

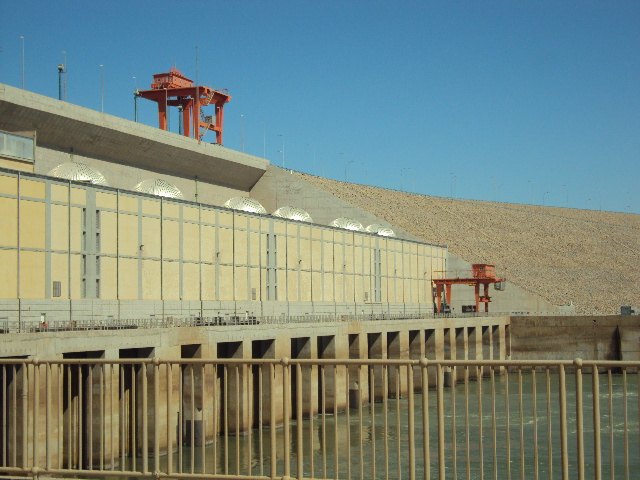
جانب من سد مروي 4

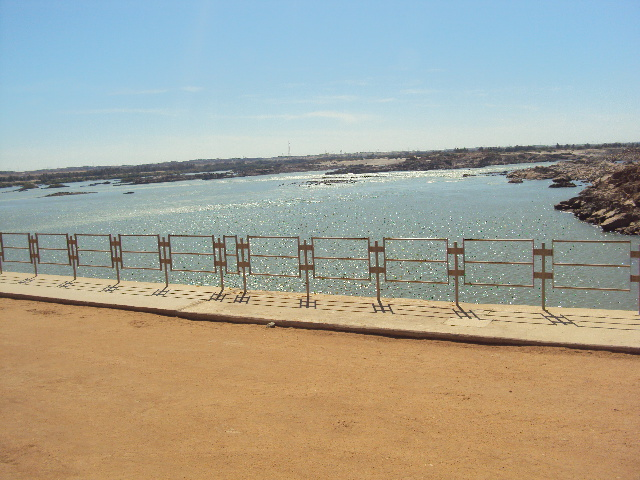
جانب من سد مروي يوضح مجري نهر النيل بعد السد 3

## جسم السد
يبلغ طول جسم السد 9,7 كم وطول سد المفيض 154 متر وارتفاعه 67 متر وعرضه 82 متر. ويتكون من 14 بوابه منها 12 سفلية و2 علوية. ويبلغ طول السد اللافيضي 69 متر وارتفاعه 67 متر.

## محطة التوليد

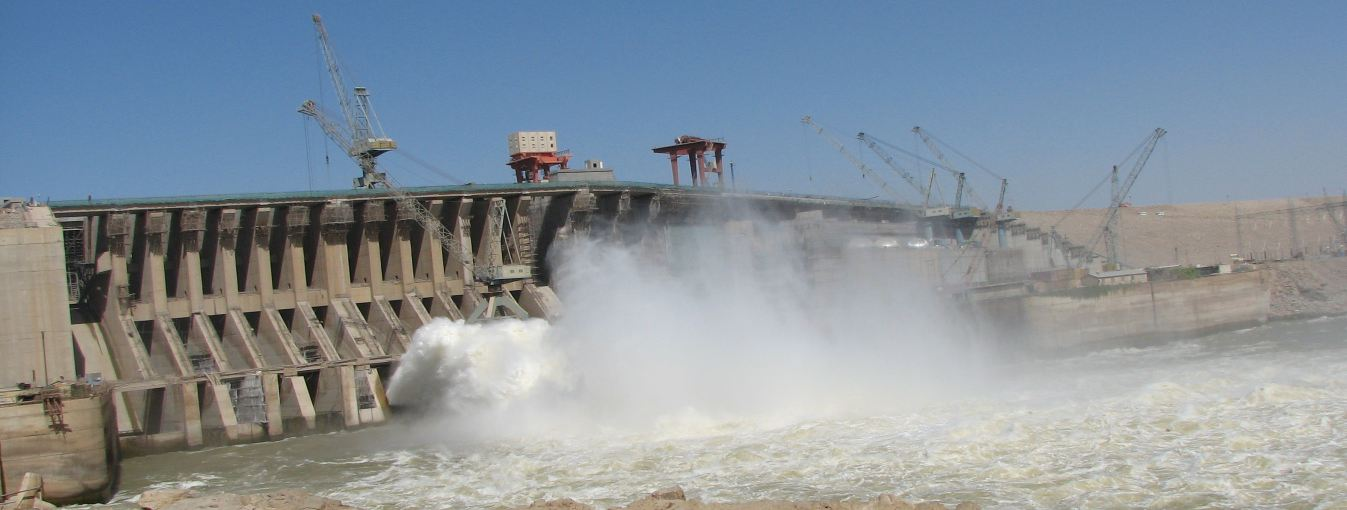

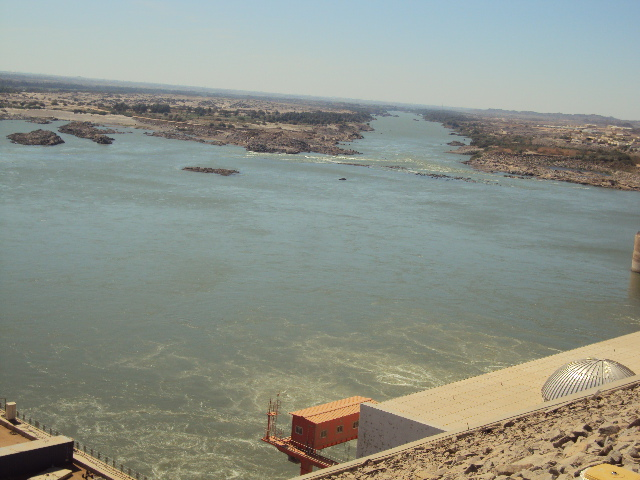

تعتبر أطول أجزاء جسم السد وطولها 301 متر وبها 10 مداخل عنفات و 10 توربينات، تبلغ سعة الواحدة منها 125 ميغاواط.

## التمويل

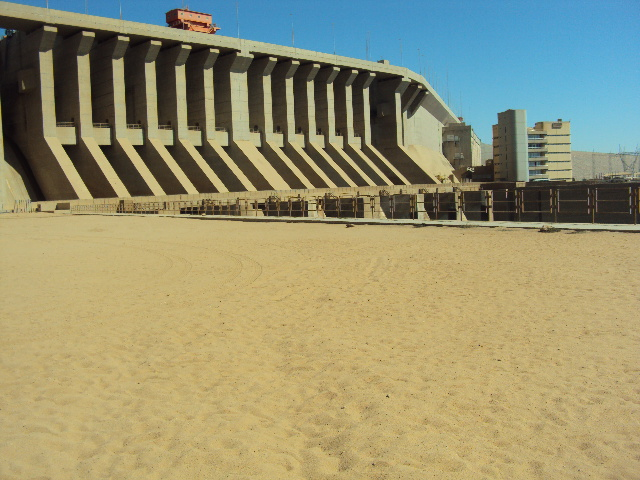

بلغت التكلفة الإجمالية للسد 2.945 مليار دولار أمريكي ساهمت الصناديق العربية بتمويل 1,223 مليار دولار، في حين موّلت الحكومة السودانية المشروع مبلغ 1.114 مليار دولار فيما قدمت الحكومة الصينية تمويلا للمشروع بقيمة 608 مليون دولار.
وقد أشاد الرئيس السوداني السابق عمر البشير بدعم الصناديق العربية للمشروع حيث قال في كلمة ألقاها في احتفال بمناسبة افتتاح عدد من المشروعات المصاحبة للسد «أن هذا السد تم تمويل جزء كبير جدا منه بواسطة الدول والصناديق العربية التي لم تبخل علينا وظلت تدعم هذا المشروع حتى اليوم».
| الجهة                                       | المبلغ (مليون دولار) |
| ------------------------------------------- | -------------------- |
| حكومة جمهورية السودان                       | 1,114                |
| جمهورية الصين الشعبية                       | 608                  |
| الصندوق العربي للإنماء الاقتصادي والاجتماعي | 477                  |
| الصندوق الكويتي للتنمية الاقتصادية العربية  | 215                  |
| الصندوق السعودي للتنمية                     | 210                  |
| صندوق أبوظبي للتنمية                        | 200                  |
| حكومة سلطنة عمان                            | 106                  |
| حكومة دولة قطر                              | 15                   |
| المجموع                                     | 2,945                |

## المشاريع المصاحبة
صاحب بناء مشروع سد مروي عدد من المشاريع منها طريق مروي الذي موّله الصندوق العربي وجسر الصداقة بين مدينتي مروي وكريمة وطريق بري آخر ومطار دولي وخط للسكك الحديد ومدينة للعمال.